# Жамбыл (Аккулинский район)
Жамбыл (каз. Жамбыл) — село в Аккулинском районе Павлодарской области Казахстана. Расположено в 100 км к юго-востоку от областного центра — Павлодара и в 8 км к северо-западу от районного центра — села Аккулы. Административный центр Жамбылского сельского округа. Код КАТО — 555239100.

## История
Село было центральной усадьбой совхоза имени Джамбула, образованного в 1957 году на базе колхозов имени Джамбула, имени Сталина, имени Стаханова и «Жатаган». Село и совхоз были названы в честь казахского поэта и акына Джамбула Джабаева (Жамбыла Жабаева).
В 1972 году в окрестностях совхоза были обнаружены останки костей ископаемого большерогого оленя, переданные в музей в 1979 году.

## Население
В 1985 году в селе проживало 943 человека. В 1999 году население села составляло 755 человек (379 мужчин и 376 женщин). По данным переписи 2009 года, в селе проживало 755 человек (375 мужчин и 380 женщин).